# Onthophagus gagates
Onthophagus gagates är en skalbaggsart som beskrevs av Hope 1831. Onthophagus gagates ingår i släktet Onthophagus och familjen bladhorningar. Inga underarter finns listade i Catalogue of Life.